# Edgardo Arias
Edgardo Arias, vollständiger Name Edgardo Martín Arias Ferrari, (* 17. Juni 1964 in Las Piedras) ist ein uruguayischer Fußballtrainer.

## Karriere
Arias war zu Beginn seiner Trainerkarriere zunächst in der Position des Co-Trainers tätig. Dabei war von Februar bis Dezember 1999 der Racing Club de Montevideo, von Juli 2000 bis Juni 2001 Paysandú Bella Vista und von Juli 2002 bis Mitte September 2004 der Club Deportivo Colonia sein Arbeitgeber. Beim Verein aus Juan Lacaze im Departamento Colonia wurde er anschließend für rund fünf Wochen zum Cheftrainer befördert. Mitte Dezember 2005 nahm er dann wieder eine Assistenztrainerstelle beim Club Atlético Rentistas an, die er bis Mitte September 2006 ausübte. Von Januar 2007 bis Ende Juni 2007 war er verantwortlicher Trainer bei Sud América. Sodann zeichnete er von Oktober 2007 bis Anfang März 2008 für die Trainingsleitung bei Boston River verantwortlich. Ende März 2008 nahm er ein Engagement bei Villa Española an, das jedoch bereits Ende Juni 2008 wieder endete. Von Mitte Juli 2008 bis Ende Juni 2009 betreute er als Cheftrainer die Mannschaft des Club Sportivo Cerrito. Von Mitte August 2009 bis zum Ende der Clausura 2010 übertrug ihm Juventud die Aufgabe als Trainer des Profiteams. Seine nächste Trainerstation beim Racing Club de Montevideo währte von Oktober 2010 bis April 2011. Im November 2011 verpflichtete ihn dann der Club Atlético Rentistas, dessen Training er bis Saisonende 2011/12 leitete. Von August 2012 bis Mitte Dezember 2012 war Arias Trainer der Rampla Juniors. Ab März 2013 bis Juni 2015 hatte er das Traineramt beim Club Atlético Atenas inne. Mit der Mannschaft stieg er am Ende der Saison 2013/14 in die Primera División auf und verlängerte anschließend im Juni 2014 seinen Vertrag. Sein Trainerstab beim Klub aus San Carlos bestand aus Co-Trainer Diego Sienra, Prof. Marcos Rodríguez und Torwarttrainer Rafael Hermida. Allerdings verpasste er mit dem Team in der Folgesaison den Klassenerhalt. Während der Spielzeit 2015/16 stand er dann beim Zweitligisten Deportivo Maldonado unter Vertrag. Mitte Juli 2016 engagierte ihn dessen Ligakonkurrent Club Atlético Torque. Im November 2016 endete die Zusammenarbeit zwischen Arias und den Montevideanern bereits wieder. Seit März 2017 coacht er als Nachfolger von Leonel Rocco die Mannschaft des Erstligisten Plaza Colonia. Sein Trainerteam bilden Charles Castro als Co-Trainer und Tomás Cosenza in der Funktion des "preparador físico".